# Selecció de futbol d'Egipte
La selecció de futbol d'Egipte representa a Egipte a les competicions internacionals de futbol. És controlada per la Associació Egípcia de Futbol (àrab egipci: فريق مصر لكورة القدم).

## Competicions internacionals

### Copa del Món
Campions      Finalistes      Tercers      Quarts
| Historial a la Copa del Món | Historial a la Copa del Món | Historial a la Copa del Món | Historial a la Copa del Món | Historial a la Copa del Món | Historial a la Copa del Món | Historial a la Copa del Món | Historial a la Copa del Món | Historial a la Copa del Món |
| Edició                      | Ronda                       | Posició                     | PJ                          | PG                          | PE                          | PP                          | GF                          | GC                          |
| --------------------------- | --------------------------- | --------------------------- | --------------------------- | --------------------------- | --------------------------- | --------------------------- | --------------------------- | --------------------------- |
| 1930                        | No hi participà             | No hi participà             | No hi participà             | No hi participà             | No hi participà             | No hi participà             | No hi participà             | No hi participà             |
| 1934                        | Primera fase                | 13s                         | 1                           | 0                           | 0                           | 1                           | 2                           | 4                           |
| 1938                        | Es retirà                   | Es retirà                   | Es retirà                   | Es retirà                   | Es retirà                   | Es retirà                   | Es retirà                   | Es retirà                   |
| 1950                        | No hi participà             | No hi participà             | No hi participà             | No hi participà             | No hi participà             | No hi participà             | No hi participà             | No hi participà             |
| 1954                        | No s'hi classificà          | No s'hi classificà          | No s'hi classificà          | No s'hi classificà          | No s'hi classificà          | No s'hi classificà          | No s'hi classificà          | No s'hi classificà          |
| 1958                        | Es retirà                   | Es retirà                   | Es retirà                   | Es retirà                   | Es retirà                   | Es retirà                   | Es retirà                   | Es retirà                   |
| 1962                        | Es retirà                   | Es retirà                   | Es retirà                   | Es retirà                   | Es retirà                   | Es retirà                   | Es retirà                   | Es retirà                   |
| 1966                        | Es retirà                   | Es retirà                   | Es retirà                   | Es retirà                   | Es retirà                   | Es retirà                   | Es retirà                   | Es retirà                   |
| 1970                        | No hi participà             | No hi participà             | No hi participà             | No hi participà             | No hi participà             | No hi participà             | No hi participà             | No hi participà             |
| 1974                        | No s'hi classificà          | No s'hi classificà          | No s'hi classificà          | No s'hi classificà          | No s'hi classificà          | No s'hi classificà          | No s'hi classificà          | No s'hi classificà          |
| 1978                        | No s'hi classificà          | No s'hi classificà          | No s'hi classificà          | No s'hi classificà          | No s'hi classificà          | No s'hi classificà          | No s'hi classificà          | No s'hi classificà          |
| 1982                        | No s'hi classificà          | No s'hi classificà          | No s'hi classificà          | No s'hi classificà          | No s'hi classificà          | No s'hi classificà          | No s'hi classificà          | No s'hi classificà          |
| 1986                        | No s'hi classificà          | No s'hi classificà          | No s'hi classificà          | No s'hi classificà          | No s'hi classificà          | No s'hi classificà          | No s'hi classificà          | No s'hi classificà          |
| 1990                        | Primera fase                | 20s                         | 3                           | 0                           | 2                           | 1                           | 1                           | 2                           |
| 1994                        | No s'hi classificà          | No s'hi classificà          | No s'hi classificà          | No s'hi classificà          | No s'hi classificà          | No s'hi classificà          | No s'hi classificà          | No s'hi classificà          |
| 1998                        | No s'hi classificà          | No s'hi classificà          | No s'hi classificà          | No s'hi classificà          | No s'hi classificà          | No s'hi classificà          | No s'hi classificà          | No s'hi classificà          |
| 2002                        | No s'hi classificà          | No s'hi classificà          | No s'hi classificà          | No s'hi classificà          | No s'hi classificà          | No s'hi classificà          | No s'hi classificà          | No s'hi classificà          |
| 2006                        | No s'hi classificà          | No s'hi classificà          | No s'hi classificà          | No s'hi classificà          | No s'hi classificà          | No s'hi classificà          | No s'hi classificà          | No s'hi classificà          |
| 2010                        | No s'hi classificà          | No s'hi classificà          | No s'hi classificà          | No s'hi classificà          | No s'hi classificà          | No s'hi classificà          | No s'hi classificà          | No s'hi classificà          |
| 2014                        | No s'hi classificà          | No s'hi classificà          | No s'hi classificà          | No s'hi classificà          | No s'hi classificà          | No s'hi classificà          | No s'hi classificà          | No s'hi classificà          |
| 2018                        | Primera fase                | 31s                         | 3                           | 0                           | 0                           | 3                           | 2                           | 6                           |
| 2022                        | No s'hi classificà          | No s'hi classificà          | No s'hi classificà          | No s'hi classificà          | No s'hi classificà          | No s'hi classificà          | No s'hi classificà          | No s'hi classificà          |
| 2026                        | Pendent                     | Pendent                     | Pendent                     | Pendent                     | Pendent                     | Pendent                     | Pendent                     | Pendent                     |
| 2030                        | Pendent                     | Pendent                     | Pendent                     | Pendent                     | Pendent                     | Pendent                     | Pendent                     | Pendent                     |
| 2034                        | Pendent                     | Pendent                     | Pendent                     | Pendent                     | Pendent                     | Pendent                     | Pendent                     | Pendent                     |
| Total                       | Primera fase                | Primera fase                | 7                           | 0                           | 2                           | 5                           | 5                           | 12                          |

### Copa Africana de Nacions
| 1957 | Campions         | 1976 | 4a posició       | 1994 | Quarts de final |
| 1959 | Campions         | 1978 | no es classificà | 1996 | Quarts de final |
| 1962 | Subcampió        | 1980 | 4a posició       | 1998 | Campions        |
| 1963 | 3a posició       | 1982 | es retirà        | 2000 | Quarts de final |
| 1965 | es retirà        | 1984 | 4a posició       | 2002 | Quarts de final |
| 1968 | es retirà        | 1986 | Campions         | 2004 | 1a ronda        |
| 1970 | 3a posició       | 1988 | 1a ronda         | 2006 | Campions        |
| 1972 | no es classificà | 1990 | 1a ronda         | 2008 | Campions        |
| 1974 | 3a posició       | 1992 | 1a ronda         | 2010 | Campions        |
| 2017 | Subcampió        |      |                  |      |                 |

- Els requadres en vermell indica que la Copa s'organitzà a Egipte.

### Copa Confederacions
| Copa Confederacions | Copa Confederacions | Copa Confederacions | Copa Confederacions | Copa Confederacions | Copa Confederacions | Copa Confederacions | Copa Confederacions | Copa Confederacions |
| Any                 | Resultat            | PJ                  | PG                  | PE                  | PP                  | GF                  | GC                  |                     |
| ------------------- | ------------------- | ------------------- | ------------------- | ------------------- | ------------------- | ------------------- | ------------------- | ------------------- |
| 1997                | no es classificà    | -                   | -                   | -                   | -                   | -                   | -                   |                     |
| 1999                | 1a ronda            | 3                   | 0                   | 2                   | 1                   | 5                   | 9                   |                     |
| 2001 a 2005         | no es classificà    | -                   | -                   | -                   | -                   | -                   | -                   |                     |
| 2009                | 1a ronda            | 3                   | 1                   | 0                   | 2                   | 4                   | 7                   |                     |